# یاشودا (فیلم)
یاشودا (به انگلیسی: Yashoda) فیلمی هندی محصول سال ۲۰۲۲ و به کارگردانی هاری هاریش است. در این فیلم بازیگرانی همچون سامانتا روت پرابو، اونی موکوندان، وارالاکسمی ساراتکومار، مورالی شارما و رائو رامش ایفای نقش کرده‌اند.